# Дрвања
Дрвања (словен. Drvanja) је насељено место у општини Бенедикт, Подравска регија, Словенија.

## Историја
До територијалне реорганизације у Словенији било је у саставу старе општине Ленарт.

## Становништво
У попису становништва из 2011. године, Дрвања је имало 185 становника.
| Број становника према пописима | Број становника према пописима | Број становника према пописима |
| ------------------------------ | ------------------------------ | ------------------------------ |
| 1991                           | 2002                           | 2011                           |
| 184                            | 184                            | 185                            |